# Caballo isabelino

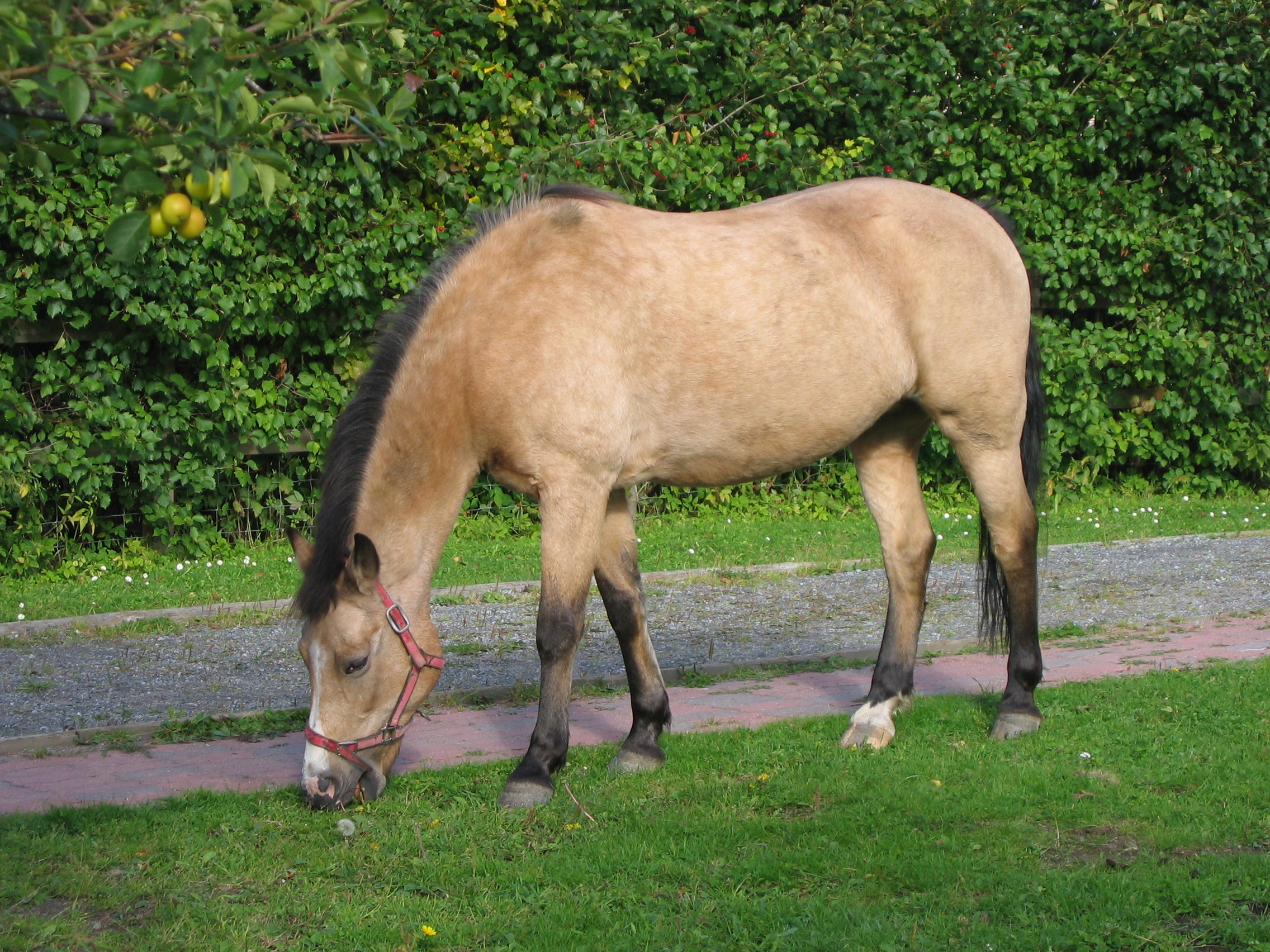
Pony de New Forest isabelino.

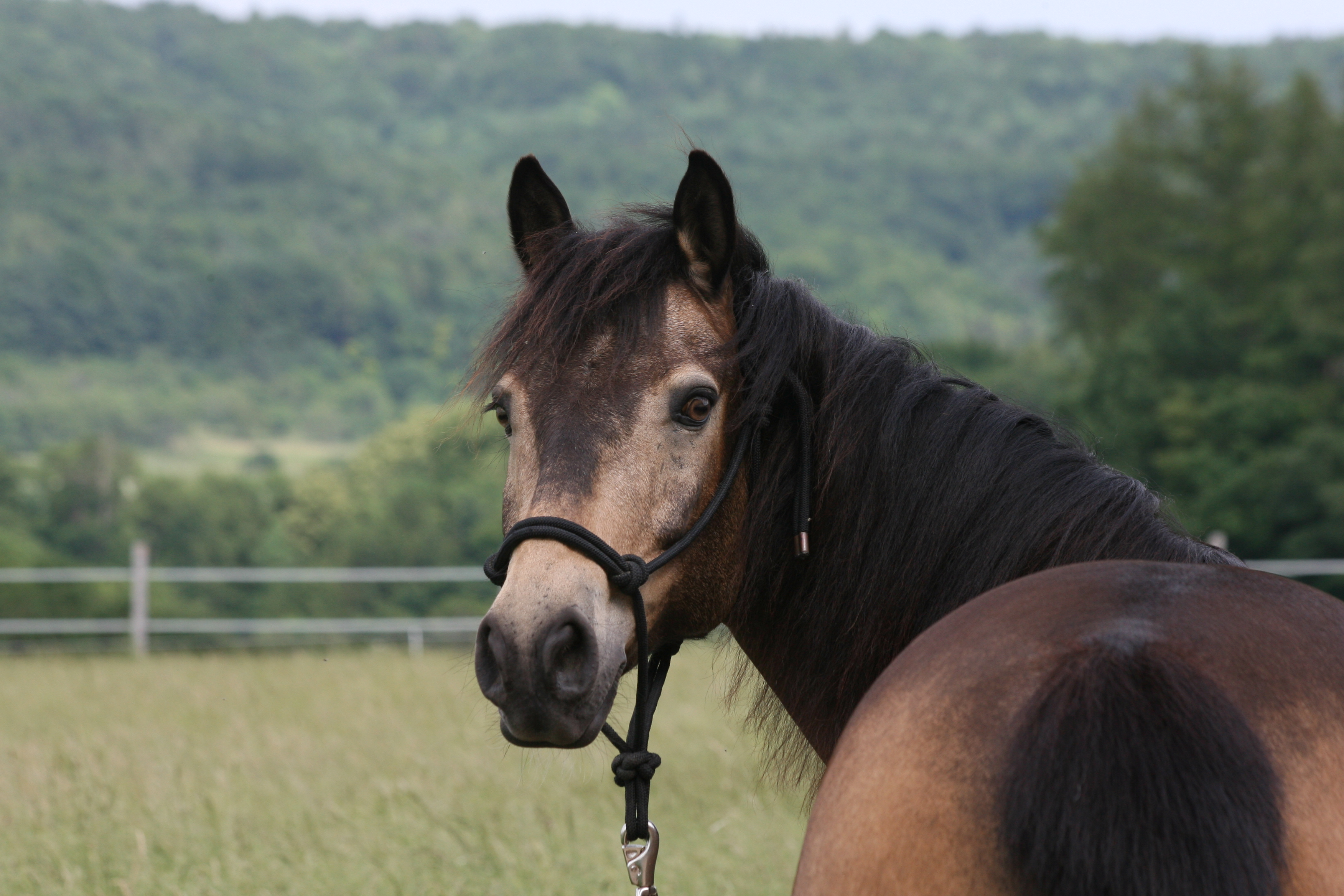
Esta piel de isabelino tiznada exhibe los ojos marrones ligeramente más pálidos que son comunes en las pieles isabelinas.

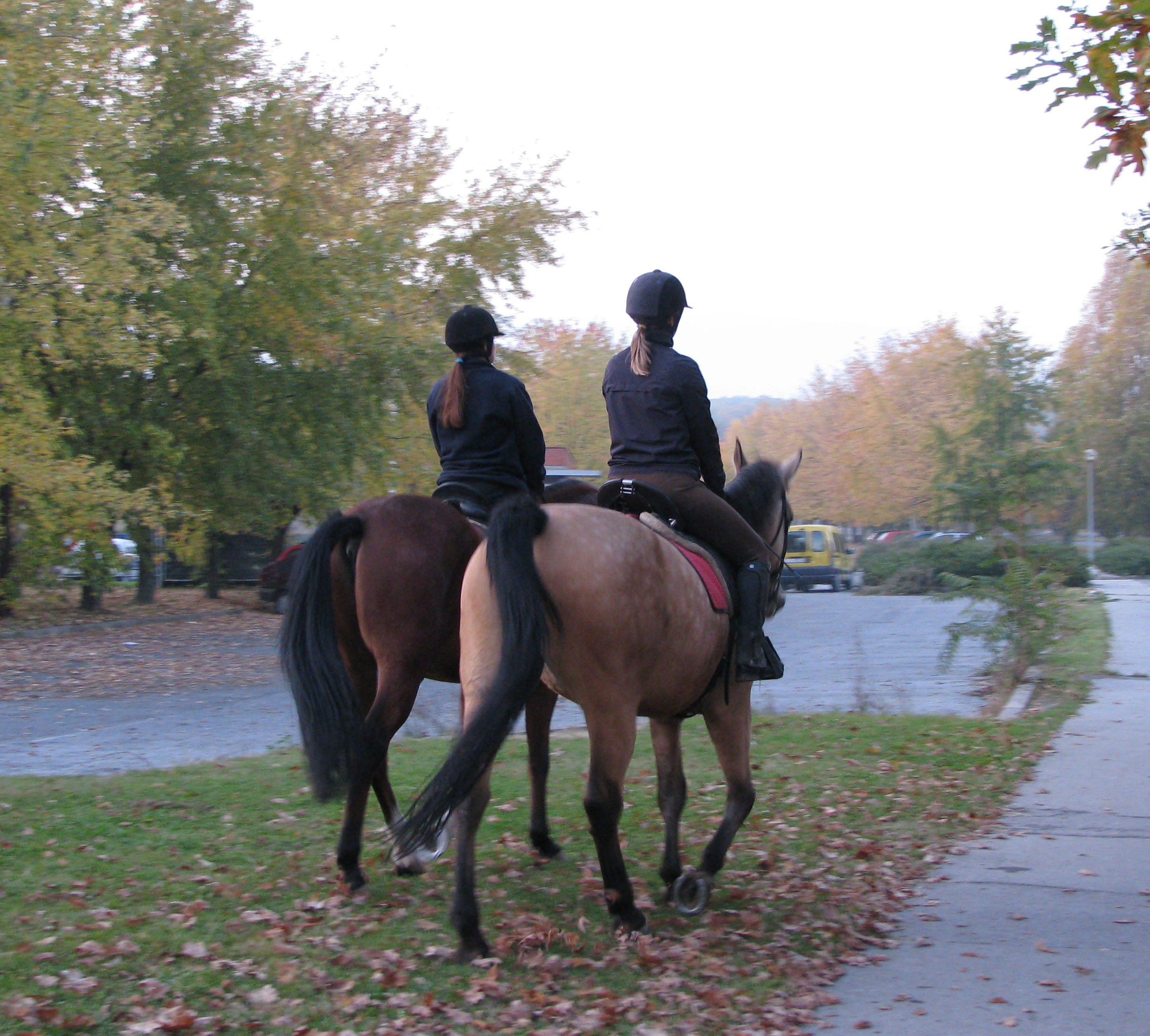
Caballo castaño sin diluir acompañado por un caballo isabelino.

El isabelino es una variedad de color de pelaje de caballos, que se refiere a un color que se asemeja a ciertos tonos de piel de venado curtida. Los colores similares en algunas razas de perros también se llaman ante. El caballo tiene un pelaje de color bronceado o dorado con puntos negros (melena, cola y parte inferior de las piernas). El isabelino se produce como resultado de la acción del gen crema de dilución en un caballo bayo. Por lo tanto, una piel de isabelino tiene el gen Extensión, o "capa base negra" (E), el gen agutí (A) (consulte la bahía para obtener más información sobre el gen agutí), que restringe la capa base negra a las puntas, y una copia de Elgen crema (CCr), que aclara el color rojo/marrón del pelaje castaño a un bronceado/dorado.
Los isabelinos no deben confundirse con los caballos de color pardo, que tienen el gen de dilución parda, no el gen crema. Los pardos siempre tienen marcas primitivas (rayas en los omóplatos, rayas dorsales, rayas de cebra en las piernas, correas). Sin embargo, es posible que un caballo porte ambos genes de dilución; estos se llaman "pardos de piel isabelina" o, a veces, "pieles pardas". Además, los caballos bayos sin ningún gen pardo pueden tener una franja dorsal tenue, que a veces se oscurece en una piel isabelina sin que esté presente el gen pardo. Las rayas primitivas adicionales más allá de una raya dorsal son un signo seguro del gen pardo.
Un caballo de piel isabelina puede ocurrir en cualquier cantidad de razas diferentes. Al menos uno de los padres debe portar el gen crema, y no todas las razas lo tienen. Desde 1963, la American Buckskin Registry Association (ABRA) ha estado haciendo un seguimiento de los caballos con este color de pelaje, y aunque el isabelino a veces se clasifica como una raza de color, debido a su composición genética que depende de tener una, no dos copias de la dilución alelo , el color del pelaje nunca puede ser un rasgo consistente de crianza verdadera.